# Xylophagus lugens
Xylophagus lugens är en tvåvingeart som beskrevs av Friedrich Hermann Loew 1863. Xylophagus lugens ingår i släktet Xylophagus och familjen vedflugor. Inga underarter finns listade i Catalogue of Life.